# Wisch (Gelderland)
Wisch was tot 1 januari 2005 een gemeente in de Achterhoek, in de Nederlandse provincie Gelderland. De gemeente telde toen 19.534 inwoners en had een oppervlakte van 72,79 km² (waarvan 0,27 km² water).
De gemeente Wisch is voortgekomen uit de heerlijkheid Wisch. In Terborg staat nog steeds Kasteel Wisch, van waaruit, tot aan de Franse tijd, de heerlijkheid werd bestuurd.
Op 1 januari 1812 werd de gemeente Wisch gesplitst in de twee zelfstandige gemeenten Terborg en Varsseveld. Kennelijk was dit geen succes, want op 1 januari 1818 werden Terborg en Varsseveld weer samengevoegd tot de gemeente Wisch. Op 1 januari 2005 fuseerde Wisch met de gemeente Gendringen tot de nieuwe gemeente Oude IJsselstreek.

## Kernen
De voormalige gemeente bestond uit de volgende kernen.
Bontebrug, Heelweg-Oost, Heelweg-West, Silvolde, Sinderen (gedeeltelijk), Terborg, Varsseveld (gemeentehuis) en Westendorp.

## Geboren
- Guus Hiddink (1946), voetballer en voetbaltrainer
- Tom van der Lee (1964), Kamerlid voor Groen Links
- Bram Som (1980), atleet (hardloper)
- Robert Gesink (1986), wielrenner

## Zie ook

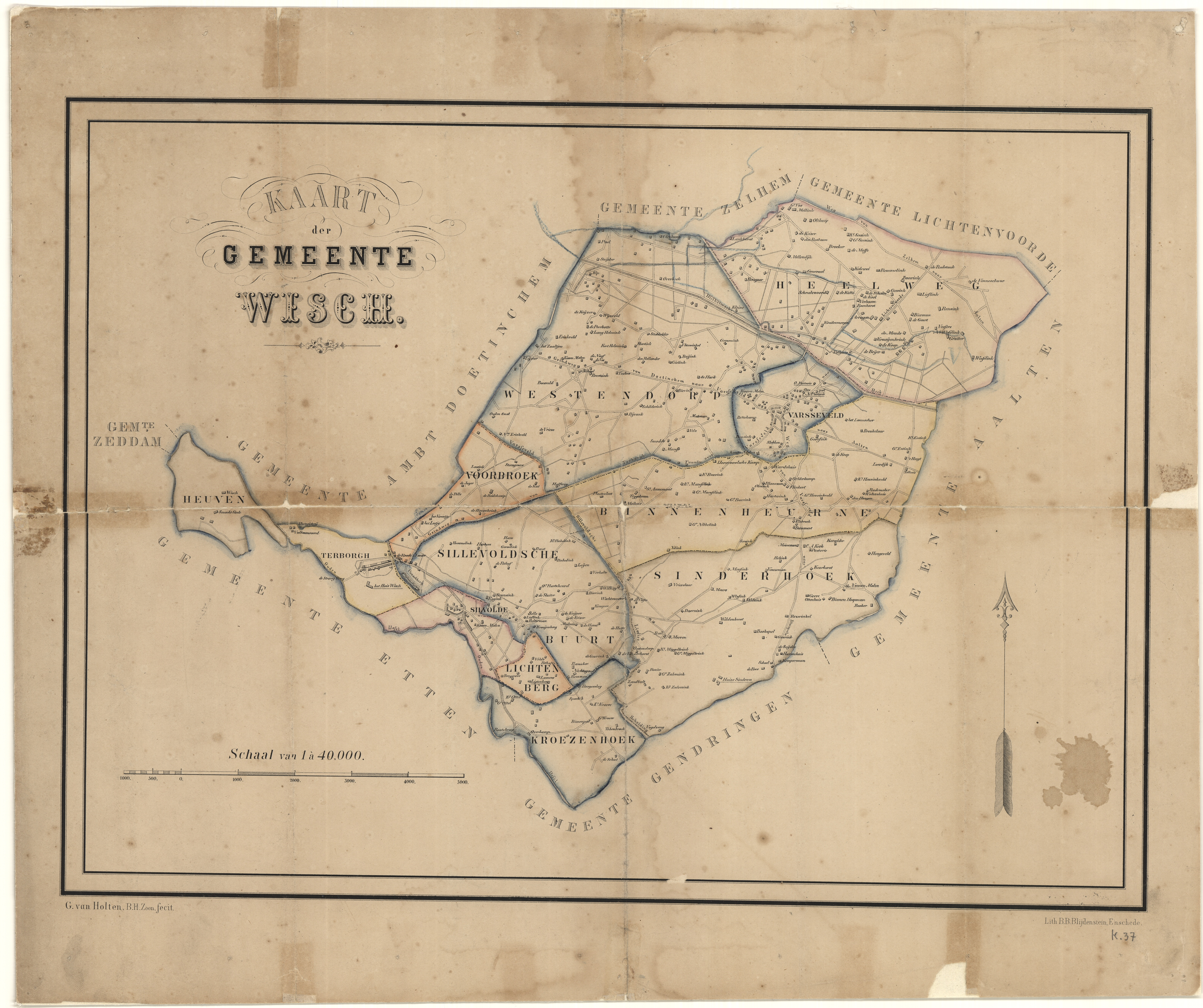
Kaart der gemeente Wisch, met vermelding van huis- en boerderijnamen, 1850